# Daniel Cando Cando
Daniel Cando Cando (La Corunya, 1943), treballador del metall, sindicalista i polític, fou un destacat líder obrer durant el franquisme i la primera etapa de la democràcia.

## Biografia
Nascut a la Corunya el 7 de desembre de 1943, la seva família es traslladà a viure Barcelona. A catorze anys entra a estudiar a l'Escola d'Aprenents de la Maquinista Terrestre i Marítima MTM on cursarà formació professional de primer grau de 1958 a 1961. Obtingué el títol a mecànic ajustador.

## Trajectòria sindical i política
L'any 1961 havia entrat al grup de la Joventut Obrera Catòlica JOC, animat pel professor de Moral de l'escola, el capellà Mn. Josep Dalmau i Olivé.Allà coincidirà amb els futurs líders obrers Manuel Murcia i Ros i José Antonio Díaz Valcárcel. Restarà a la JOC fins a l'any 1964“Entrarà a treballar a la MTM fins al 1968 que serà acomiadat per motius polítics.
L'any 1961 paral·lelament a l'afiliació a la JOC col·laborarà amb l'Associació Democràtica Popular de Catalunya, precedent del Frente de Liberación Popular (Felipe) que impulsava a Catalunya José Ignacio Urenda i Bariego, i militarà a la cèl·lula del Front Obrer de Catalunya de la fàbrica. Des del 1963 fins al 1969 formarà part del Comitè executiu del F.O.C. juntament amb Urenda, Pasqual Maragall, Josep Maria Vegara i Carrió, Ernest Maragall, Narcís Serra, etc. com dirigent del seu sector obrer. El 1962 participar en la creació de la primera Comissió Obrera de la MTM durant les vagues de solidaritat amb la mineria asturiana. El 1964 serà un dels fundadors de Comissions Obreres de Catalunya a l'assemblea de constitució a la parròquia de Sant Medir de Barcelona. Entre el 1966 i 1969 serà membre de la Coordinadora del Metall i de la Coordinadora Local de Comissions Obreres de Barcelona i representant d'aquestes a la Comissió Obrera Nacional de Catalunya. Mantingué una dura pugna amb els sindicalistes vinculats al PSUC atesa la diferent concepció de l'estratègia i la tàctica del moment. Cando era partidari de la clandestinització de l'activitat sindical en la línia de les tesis del FOC, partit que aconseguí tenir l'hegemonia a les Comissions Obreres de Barcelona.
Detingut en una de les mobilitzacions que convocava CCOO serà condemnat pel Tribunal d'Ordre Públic a un any de presó que complirà entre 1969 i 1970.
Atès que el F.O.C. havia desaparegut com organització fragmentat en multitud de grupusculs, en sortir de la presó Daniel Cando impulsa la creació, amb altres companys, de l'Organització Comunista Lucha de Classes, OCLC, on restarà fins al 1976. El mateix any havia estat acomiadat de l'empresa en què treballava com mecànic, la Cinematografia Marín.

## L'etapa democràtica[3]
L'OCLC on militava entrà com a grup en el Partit Comunista d'Unificació i posteriorment en el Partit de Treball de Catalunya entre 1976 i 1981. L'any 1976 va participar en la Central Sindical Unitària de Trabajadores, un dels tres sindicats que crearen sectors dissidents de CCOO. En les primeres eleccions democràtiques després del franquisme serà candidat a diputat a la llista de la coalició electoral d'ERC-PTCque aconseguirà 140.000 vots, però no sortirà elegit. El 1979 hi ha havia reingressat a la MTM en aplicació de l'amnistia laboral, i hi serà fins al 1987. Posteriorment es dedicarà a tasques de formació al programa d'Escoles Tallers municipals.
El 1998 entrà al Partit dels Socialistes de Catalunya. El 1999 va ser nomenat Comissionat de l'Alcaldia del programa “Barcelona Solidària a l'Ajuntament de Barcelona. El 2009 deixà el càrrec, després deu anys de treball, un cop aprovat pel consistori el Pla director. El mateix 2009 esdevingué director general de Cooperació del govern de la República del Salvador.